# John Banner
John Banner (28 de enero de 1910-28 de enero de 1973) fue un actor cinematográfico y televisivo estadounidense de origen austriaco, conocido principalmente por su actuación como el Sargento Schultz en la sitcom Hogan's Heroes (1965–1971).

## Biografía
Su verdadero nombre era Johann Banner, y nació en Viena, Imperio austrohúngaro, en el seno de una familia de origen judío. Estudió para conseguir el título Juris Doctor, pero finalmente decidió ser actor. En 1938, cuando actuaba en Suiza, Adolf Hitler anexionó Austria a la Alemania nazi. A causa de ello Banner emigró a Estados Unidos, donde rápidamente aprendió inglés. Posteriormente empezó a actuar en producciones de Hollywood, usualmente interpretando, irónicamente, a soldados nazis.
Los largometrajes en los que intervino suman un total de más de cuarenta títulos. En 1943 fue un agente de la Gestapo en el film de 20th Century Fox Chetniks! The Fighting Guerrillas. Los papeles que llevaba a cabo no eran de su agrado, pues los miembros de su familia que se quedaron en Viena perecieron en campos de concentración nazis, pero eran las únicas ofertas de trabajo que recibía.
Banner trabajó en más de 70 ocasiones para la televisión entre 1950 y 1970. Entre los programas en los que actuó destacan Mister Ed, The Lucy Show, Perry Mason, The Partridge Family, Los Intocables (episodio "Takeover", 1962) Viaje al fondo del mar (episodio "Hot Line", 1964) Y El agente de CIPOL (entrega "The Neptune Affair", 1964).
En 1954 trabajó regularmente como Bavarro en la serie infantil Rocky Jones, Space Ranger. Dos años más tarde fue un conductor de tren en una entrega de Alfred Hitchcock Presents, trabajando junto a su futuro compañero en Hogan's Heroes Werner Klemperer. Banner también tuvo un pequeño papel en un episodio de Aventuras de Superman, y encarnó a personajes nazis en los filmes Operation Eichmann (1961, como Rudolf Höss) y Hitler (1962, como Gregor Strasser).
Tras la cancelación de "Hogan's Heroes" en 1971, Banner fue el inepto gánster Tío Latzi en una sitcom de corta trayectoria, The Chicago Teddy Bears.
Su última actuación tuvo lugar el 7 de marzo de 1972 en un episodio de The Partridge Family. Después se retiró y se fue a vivir a su Viena natal.
Menos de un año después John Banner falleció en Viena a causa de una hemorragia abdominal, en el día de su 63 cumpleaños. Fue enterrado en el Cementerio de Mauer, en la actual Viena.